# میدلبری (ویسکانسین)
میدلبری (به انگلیسی: Middlebury) یک منطقهٔ مسکونی در ایالات متحده آمریکا است که در شهرستان آیووا، ویسکانسین واقع شده‌است. میدلبری ۳۴۶٫۸۷ متر بالاتر از سطح دریا قرار دارد.